# 克達市鎮

41°34′N 41°57′E / 41.567°N 41.950°E
克達市鎮，是格魯吉亞西南部阿扎尔自治共和国的市鎮，行政中心为克達。市镇面積为452平方公里，2014年人口数量为16,760人，人口密度每平方公里37人。